# Cephalorhizum coelicolor
Cephalorhizum coelicolor är en triftväxtart som först beskrevs av Karl Heinz Rechinger, och fick sitt nu gällande namn av Karl Heinz Rechinger. Cephalorhizum coelicolor ingår i släktet Cephalorhizum och familjen triftväxter. Inga underarter finns listade i Catalogue of Life.